# Карл Альберт
Карл Альберт (італ. Carlo Alberto di Savoia; 2 жовтня 1798, Турин — 28 липня 1849, Порту, Португалія) — сьомий король Сардинського королівства в 1831—1849 роках, що зійшов на трон після смерті свого кузена Карла Фелікса.

## Біографія
Карл Альберт належав до гілки князів Савойський-Кариньян, він був сином Карла Еммануїла Савойського-Кариньян і Марії Крістіни Саксонської. Отримав ліберальну освіту в Женеві, Бурже і в Парижі, де перейнявся революційними ідеями. При Наполеоні був призначений молодшим лейтенантом драгунів. Після Віденського конгресу 1814 повернувся до своєї сім'ї.
У 1817 році одружився із Марією Терезою Тосканською, молодшою дочкою Фердинанда III Тосканського. У цьому шлюбі народилося троє дітей:
- Віктор Еммануїл II (1820—1878),
- Фердинанд (1822—1855), герцог Генуї,
- Марія Христина (1826—1827).

Карл Альберт відігравав важливу роль під час заворушень у П'ємонті в 1821 році. Після зречення Віктора Еммануїла I він виконував роль регента (13 березня 1821) при новому королі Карлі Феліксі, який знаходився в той час у Модені. Він проголосив конституцію і встановив тимчасову хунту, але через кілька днів був змушений відступити через загрозу австрійського втручання.
Засланий в Тоскану, він довгий час залишався в немилості. У 1823 році він брав участь у битві при Трокадеро громадянської війни в Іспанії на боці консерваторів.
Карл Альберт був проголошений Сардинським королем після смерті свого кузена Карла Фелікса, який не мав законних спадкоємців, і припинення старшої лінії Савойської династії.
Після вступу на престол він прийняв важливі реформи, створив Раду Держави, відновив провінційні ради. Він наказав переписати кодекс цивільних і кримінальних законів і реорганізував армію. У жовтні 1847 він проголосив створення касаційного суду. Відтепер муніципальні ради стали виборними, а провінційні асамблеї формувалися з дворянства, яке управляло провінціями під наглядом королівських керуючих.
У 1836 році за його наказом містечка Конфлант і Опіталь були об'єднані в одне місто, названий Альбертвіль на його честь. Він підтримував науку і мистецтво, дбав про економічний розвиток країни.
Карл Альберт скасував феодальну систему і модернізував королівство, але показав себе менш зацікавленим у ліберальних засадах. У 1831 він відмовився прийняти ідеї Мадзіні, який виступав за об'єднання Італії. Були придушені заколоти в Шамбері, Турині, Генуї і Алессандрії. У 1834 був засланий республіканець Джузеппе Гарібальді.
Проте після Лютневої революції 1848 року скасував абсолютну монархію і затвердив 4 березня 1848 Альбертинський Статут, нову ліберальну і демократичну конституцію: поділ влади між королем і двома асамблеями.